# Chesilhurst
Chesilhurst es un borough ubicado en el condado de Camden en el estado estadounidense de Nueva Jersey. En el año 2010 tenía una población de 1.634 habitantes y una densidad poblacional de 371,36 personas por km².

## Geografía
Chesilhurst se encuentra ubicado en las coordenadas 39°43′56″N 74°52′46″O / 39.73222, -74.87944.

## Demografía
Según la Oficina del Censo en 2000 los ingresos medios por hogar en la localidad eran de $41,786 y los ingresos medios por familia eran $50,263. Los hombres tenían unos ingresos medios de $33,333 frente a los $28,500 para las mujeres. La renta per cápita para la localidad era de $15,252. Alrededor del 15.1% de la población estaba por debajo del umbral de pobreza.